# Міфи щодо української мови
Міфи щодо української мови — наявні хибні уявлення про українську мову, псевдонаукові маніпулятивні твердження. Їх використовують, щоб показати вторинний статус української щодо російської або польської мов, довести — як у випадку твердження, що українська мова є діалектом російської, або твердження, що українська мова виникла внаслідок спольщення російської мови (див. нижче), — що українці не мають права на власну державу.

## Різновиди
Поширені міфи стосуються класифікації української мови як діалекту російської або польської мов, штучності, «несправжності» української мови («досі немає літературної української мови»), близькості української мови до російської (що має на меті підкреслити «діалектний характер» української мови).
Такі твердження поширюються не лише шовіністично настроєними політиками та лінгвістами з Російської Федерації чи Польщі, а й деякими проросійськи налаштованими посадовими особами України:
|  | «Якщо казати, як можуть поруч жити люди, які розмовляють українською і російською мовами, я скажу так: по-перше, вони не дуже відрізняються одна від одної». Колишній Президент України В. Янукович |

## «Українська мова— це суржик, справжньої літературної мови в українців досі немає»
9 листопада 2010 р. під час прес-конференції, присвяченій «Дню української писемності та мови» народний депутат від «Партії регіонів» В. Колесніченко (автор альтернативної доповіді у Раду Європи про «порушення прав російськомовного населення України», голова Правозахисного громадського руху «Російськомовна Україна») заявив, що стараннями націоналістів «українська мова перетворилася на звалище суржику, в яке влізло все що завгодно, і тому літературної мови ми сьогодні не маємо».
Насправді кожна зі слов'янських літературних мов, включаючи польську, російську, білоруську, словацьку, болгарську (тобто географічно найближчі до української мови) та інші слов'янські мови формувалися за тими самими законами, що й сучасна українська літературна мова, сформована у XVIII ст. на основі середньонаддніпрянського говору південно-східного наріччя української мови.
Ще до виходу друком «Енеїди» І. Котляревського, що вважається моментом становлення нової української літературної мови, яка замінила староукраїнську літературну мову, слов'яноруську літературну мову (та російську мову, що використовувалася як літературна, українцями у Російській імперії в XVIII ст. та частково у XIX ст.), а на Західній частині України й «язичіє», в українську мову було запозичено велику кількість слів з різних споріднених та неспоріднених мов.
| Запозичення в українській мові з інших мов |
| - Запозичення з балтійсько-фінських мов (від ~ 40 ст. до н. е.): дуб, журба, сом, щур, кульгати, сани (саамська), Русь. - Запозичення з мов Кавказу (різні мовні родини, від ~ 35 ст. до н. е.): вино (мова пеласгів), залізо, книга (шумерська), коноплі (шумерська), тигр (вірменська), багнет (баскійська), Ворскла, Псло. - Балканські запозичення (від ~ 30 ст. до н. е.): ватра, Карпати, могила, цап (албанська), Самбір, Стрий. - Запозичення з грецької мови (від ~ 5 ст. до н. е.): бандура, вапно, гаспид, ідея, комора, кутя, любисток, мак, огірок, Севастополь, троянда, Херсон, ховрах, циган, Ялта. - Іранські запозичення (від ~ 4 ст. до н. е.): борщ, груша, Дніпро, доїти, заради, лелека, люлька, майдан, пан, сковорідка, собака, Сула, терези, хабар, хворий, хмиз, Хорол, чобіт, шаровари. - Кельтські запозичення (від ~ 2 ст. до н. е.): брага, будинок, Галичина, коньяк, лютий, сало, сокира. - Запозичення з романських мов (від ~ 1 ст. н. е.): аґрус, аркуш, барвінок, газета, капелюх, капуста, каструля, кашкет, ковдра, комір, котлета, крейда, лемент, оцет, палац, пальто, помідор (італійська), свиня, секс, сосиска, тортури, халтура, цибуля. - Запозичення з германських мов (від ~ 2 ст. н. е.): буква, виноград, гість, гуцул, дружина, кіт, скло (усі з готської), Аскольд, жебрак, клунок, скарб, стяг (усі зі скандинавських), барва, глузд, король, плуг, ринок, слюсар, труна, француз, хутро, хвиля, шибка (усі з середньонімецької), борт, вафлі, картуз, кран, швабра (з нідерландської). - Запозичення з інших слов'янських мов (від ~ 4 ст. н. е.): бажати, клопіт, невіглас, парубок, праця, прудкий, цікавий (усі з чеської), Берлін, писок, халява (з серболужицької), виховати, звіробій, ззаду, маруда, нащадок, обридати, розкішний (усі з білоруської), владика (болгарська), хлопець (сербська). - Запозичення з алтайських мов (від ~ 5 ст. н. е.): Балаклава, Бахчисарай, беркут, богатир, булава, гарбуз, кабан, кавун, казан, килим, кобза, ковбаса, козак, Крим, сорок, товариш, торба, Тузла, тютюн, чумак, штані (усі з тюркських), бовдур, князь, пиріг, ура!, чавун (усі з монгольської). - Запозичення з семітських мов (від ~ 7 ст. н. е.): алкоголь, бензин, валіза, борг, гітара, кава, лев, мафія, могорич, харчі, хустка (усі з арабської), Африка, Барселона, мапа (усі з фінікійської), блуза, гума, канапа, папір, хімія (усі з давньоєгипетської), бегемот, Іван, махлювати, субота, хохма, ювілей (з івриту). - Запозичення з угорської мови (від ~ 10 ст. н. е.): гайдамак, ґазда, кучма, куліш, табір, хутір. - Запозичення з литовської мови (від ~ 14 ст. н. е.): блазень, відлига, вовкулака, гаразд, ґринджоли, зозуля, калюжа, кепсько, локшина, Москва, надра, пампушка, пастка, пелька, скарб, трощити, шморгати, Шостка, юшка, ялина. - Запозичення з польської мови (від ~ 15 ст. н. е.): бидло, власний, гасло, ґудзик, завзятий, качка, козуб, кохати, лялька, обіцяти, перешкода, пончик, раптом, суниця, хіба, шлюб, шушваль. - Запозичення з німецької мови (від ~ 16 ст. н. е.): бавовна, бешкет, вага, важкий, вантаж, гамбургер, груба, ґанок, ґрунт, дах, дріт, друк, жарт, кшталт, куля, краб, ланцюг, ліхтар, льох, маляр, нирка, пляшка, поштамт, рама, ринок, скарга, фарба, форель, цвях, шарф, шафа, шина, шлях, шпак, шприц, штанга, штука, шухляда. - З місцевих мов європейських колоній в Африці, Азії, Америці (від ~ 17 ст. н. е.): какао, шоколад (усі науатль), каучук (майнас, Еквадор), банан (баконго), бамбук (малайська), табу, татуаж (мови аборигенів Австралії). - Запозичення з російської мови, включаючи кальки (від ~ 18 ст. н. е.): болільник, вертоліт, вихідний, відмінник, достоїнство, залізобетон, колгосп, копійка, націнка, підприємство, прогул, приймач, промисловість, самодіяльність, трикутник, телебачення, учасник, супутник. - Запозичення з англійської мови (від ~ 19 ст. н. е.): вагон, вокзал, гумор, інтернет, мітинг, страйк, футбол, флірт. |

Процес формування інших слов'янських мов є так само значною мірою процесом запозичення іншомовних слів та їхньої адаптації. Російська літературна мова, як і українська літературна мова, має велику кількість запозичень з інших мов.
Запозиченими словами в російській мові є такі звичні слова як-от «хлеб» укр. хліб, «кружка» укр. кухоль, «зонтик» укр. парасоля, «магазин» укр. крамниця, магазин, «кот» укр. кіт, «лошадь» укр. кінь, «собака» укр. пес, собака, «обезьяна» укр. мавпа, «галстук» укр. краватка, «компот» укр. узвар, компот, «трактор» укр. трактор, «танк» укр. танк, «гавань» укр. гавань, пристань, «парус» укр. вітрило, «икона» укр. ікона, «церковь» укр. церква, «хор» укр. хор, «спорт» укр. спорт, «рынок» укр. ринок, «базар» укр. базар, «музыка» укр. музика, «вокзал» укр. вокзал, станція, «машина» укр. авто, машина, «гол» укр. гол, «изба» укр. хата, «стекло» укр. скло, «селедка» укр. оселедець, «суп» укр. юшка, «огурец» укр. огірок, «помидор» укр. помідор, «котлета» укр. котлета, січеник, «картошка» укр. картопля, «кастрюля» укр. каструля, «тарелка» укр. таріля, «чай» укр. чай, «сахар» укр. цукор тощо.
Петро І так писав до російського дипломата Рудаковського:
|  | У реляціях твоїх вживаєш ти вельми багато польських та інших іноземних слів і термінів, за якими самої справи зрозуміти неможливо; через це пиши нам усі свої реляції російською мовою, не вживаючи іноземних слів і термінів. |

В реляциях твоих употребляешь ты зело много польские и другие иностранные слова и термины, за которыми самого дела вразуметь невозможно; того ради тебе реляции свои нам писать все российским языком, не употребляя иностранных слов и терминов».
Російський поет О. Пушкін часто вживав запозичення з інших мов, не поділяючи погляди російських пуристів щодо неприпустимості вживати запозичення: з грецької мови «кристалл» укр. кришталь, «музыка» укр. музика, латини «трибун» укр. трибун, «секундант» укр. секундант, з німецької «альманах» укр. альманах, «флер» укр. фльорес, креп, з італійської «фагот» укр. фагот, «флейта» укр. флейта, з польської «франт» укр. франт, «мазурка» укр. мазурка, з англійської «бостон» укр. бостон, «сплин» укр. сплін, з французької «педант» укр. причепа, педант, «идеал» укр. ідеал, з нідерландської «кофей» укр. кава.
У текстах «Пікової дами», «Арапа Петра Великого», «Барышни-крестьянки» запозичених слів понад 50: «депеша» укр. депеша, «штоф» укр. пляшка, «ассигнация» укр. асиґнація, «мантилья» укр. мантилья, «бард» укр. бард, «шкипер» укр. шкіпер, шкипер, «пунш» укр. пунш, «фортуна» укр. фортуна, доля. В інших текстах творів О.Пушкіна також багато запозичень: лексеми греко-латинського походження («афоризм» укр. афоризм, «философия» укр. філософія), з французької («англоман» укр. англоман, «анекдот» укр. анекдот), з німецької («герцог» укр. герцог, герцоґ, «камин» укр. коминок), з нідерландської («верфь» укр. верф, «шкипер» укр. шкіпер, шкипер), з італійської («шпага» укр. шпада, шпага, «ломбард» укр. ломбард), з англійської («пунш» укр. пунш, «вист» укр. віст, «миля» укр. миля), з угорської («гусар» укр. гусар, «гайдук» укр. гайдук), з іспанської («мантилья» укр. мантилья), багато слів тюркського походження («утюг» укр. праска, «шалаш» укр. курінь), одиничні запозичення з турецької («султан» укр. султан), фарсі («сурьма» укр. антимон), арабської («мишура» укр. сухозлітка, шумиха).
Цікаво те, що деякі слова, які запозичуються російською мовою, вимовляються зі звуками, не властивими російській літературній мові:
- слово «жюри» укр. журі вимовляється з м'яким ж,
- у слові «резюме» укр. резюме перед кінцевим орфографічним е вимовляється приголосний звук, що є проміжним між твердим і м'яким (так зване 3-тє пом'якшення), ще недавно аналогічний звук вимовлявся в слові «кафе» укр. кав'ярня (тепер у цьому слові, як і в багатьох інших, що прийшли з французької мови, — «пенсне» укр. пенсне, «кашне» укр. кашне тощо — вимовляється твердий приголосний,
- слова «Бог» укр. Бог, Біг, «ангел» укр. янгол вимовляються зі звуком [ɣ].

| Запозичення в російській мові |
| - Запозичення з тюркських мов VIII—XII ст. — «боярин» укр. боярин, «шатёр» укр. шатро, «богатырь» укр. богатир, велет, силань, «жемчуг» укр. перли, «кумыс» укр. кумиз, кумис, «ватага» укр. гурт, зграя, ватага, «телега» укр. віз, «орда» укр. орда, горда. - Запозичення з грецької мови X—XVII ст. — «анафема» укр. анатема, анахтема, «ангел» укр. янгол, «епископ» укр. єпископ, «демон» укр. демон, «икона» укр. ікона, «монах» укр. монах, «монастырь» укр. монастир, манастир, «лампада» укр. лампада, «пономарь» укр. паламар, «математика» укр. математика, «философия» укр. філософія, «история» укр. історія, «грамматика» укр. граматика, «известь» укр. вапно, «сахар» укр. цукор, «скамья» укр. лавка, ослін, «тетрадь» укр. зошит, «фонарь» укр. ліхтар, «буйвол» укр. буйвіл, «фасоль» укр. квасоля, «свекла» укр. буряк, «хорей» укр. хорей, «комедия» укр. комедія, «мантия» укр. мантія, «стих» укр. вірш, «логика» укр. логіка, «аналогия» укр. аналогія тощо. - Запозичення з церковнослов'янської мови (до сер. XVII ця мова була єдиною літературною мовою росіян) (окрім лексичних запозичень є запозичення у фонетиці, морфології та синтаксисі): «извещать» укр. повідомляти, «предвещать» укр. віщувати, заповідати, «надлежать» укр. слід, потрібно, «изъять» укр. вилучати, «благодеяние» укр. доброчинність, «благосостояние» укр. добробут, «сосуществование» укр. співіснування, «изгнание» укр. вигнання, «долженствование» укр. повинність. Багато слів існують у вигляді дублетів, що відрізняються у фонетичному, семантичному та функціонально-стилістичному планах — російське слово є нейтральним або «низьким», а церковнослов'янське — «високим» або нейтральним («город — град» укр. місто - град, «берег — брег» укр. берег - надбережжя, «житье — житие» укр. життя - житіє, «обнять — объять» укр. обійняти - охопити, «одёжа — одежда» укр. убрання - одяг, те саме у власних іменах «Марья — Мария» укр. Марія, «Авдотья — Евдокия» укр. Явдоха, «Иван — Иоанн» укр. Іван, «Михайла — Михаил» укр. Михайло тощо). Деякі пари слів мають різне значення і тепер не сприймаються як російсько-церковнослов'янські дублети: «нёбо» (російське) та небо (церковнослов'янське) укр. піднебіння - небо, «невежа» та «невежда» укр. нечемний - неук, «горожанин» та «гражданин» укр. городянин, міщанин - громадянин, «встать» та «восстать» укр. встати - повстати. Багато церковнослов'янізмів вже не сприймаються, як запозичення: суфікс активного дієприслівника -ущ-/-ющ-, -ащ-/-ящ- («бегущий» укр. той, що біжить, «свистящий» укр. той, що свистить), що витіснив російський -уч-/-юч-, -ач-/-яч- (зберігся у словах «могучий» укр. могутній, «горячий» укр. гарячий), слова «благоразумный» укр. розважливий, розсудливий, «благородный» укр. шляхетний, «могущество» укр. могутність, «имущество» укр. майно, «преимущество» укр. перевага, «вероломный» укр. зрадливий, «первоначальный» укр. початковий, первісний, «предпочитать» укр. надавати перевагу, «гостеприимство» укр. гостинність, «суеверие» укр. забобон, марновірство, «беззаконие» укр. беззаконство, беззаконня, «прежде» укр. передусім, давніше, «пещера» укр. печера, «помощь» укр. допомога, «вождь» укр. вождь, проводир, «юность» укр. юність, «шлем» укр. шолом тощо. - запозичення з латини з XVII ст. — «Библия» укр. Біблія, «доктор» укр. лікар, доктор, «медицина» укр. медицина, «лилия» укр. лілея, «роза» укр. троянда. - запозичення при Петрі І (як-от «алгебра» укр. алгебра, «оптика» укр. оптика, «глобус» укр. глобус, «апоплексия» укр. параліч, родимець, «лак» укр. лак, політура, «компас» укр. компас, бусоль, магнет, «крейсер» укр. крейсер, «порт» укр. порт, «корпус» укр. корпус, «армия» укр. військо, армія, «дезертир» укр. утікач, дезертир, «кавалерия» укр. кіннота, кавалерія, «контора» укр. контора, бюро, «акт» укр. акт, «аренда» укр. оренда, «тариф» укр. тариф тощо). - з нідерландської мови — «балласт» укр. савур, баласт, зайвина, «буер» укр. буєр, «ватерпас» укр. ґрунтвага, «верфь» укр. верф, «гавань» укр. гавань, «дрейф» укр. дрейф, «лавировать» укр. маневрувати, бардіжати, «лоцман» укр. лоцман, «матрос» укр. матрос, «рея» укр. рей, «руль» укр. стерно, кермо, «флаг» укр. прапор, «флот» укр. флот, фльота, «штурман» укр. штурман, керманич тощо. - з англійської мови — «баржа» укр. баржа, «бот» укр. бот, «бриг» укр. бриг, «вельбот» укр. китоловний корабель, «мічман» укр. мічман, «шхуна» укр. шхуна, «катер» укр. байдак, катерка тощо. - з німецької мови — «фляжка» укр. пляшка, «зонтик» (від нім. Sontag — укр. неділя) укр. парасоля. - запозичення у XVIII-XIX ст. - з французької мови — «бюро» укр. бюро, виділ, «будуар» укр. будуар, «витраж» укр. вітраж, «кушетка» укр. канапа, «ботинок» укр. черевик, «вуаль» укр. вуаль, вуалик, серпанок, «гардероб» укр. гардероба, шафа для одягу, «жилет» укр. жилет, камізелька, «пальто» укр. пальто, «бульон» укр. бульйон, «винегрет» укр. вінегрет, вінеґрета, ґодзя, «желе» укр. драглі, галярета, «мармелад» укр. мармелад, мармелада, «актёр» укр. актор, «антрепренёр» укр. антрепренер, театральний підприємець, «афиша» укр. афіша, «балет» укр. балет, «жонглёр» укр. жонглер, «режиссёр» укр. режисер, «батальон» укр. батальйон, «гарнизон» укр. залога, «пистолет» укр. пистоль, пістоль, пістолет, «эскадра» укр. ескадра, «буржуа» укр. буржуа, «деклассированный» укр. (з)декласований, «деморализация» укр. деморалізація, «департамент» укр. департамент тощо. - з італійської мови — «ария» укр. арія, «аллегро» укр. аллегро, «браво» укр. браво, «виолончель» укр. віолончеля, басоль, віолончель, «новелла» укр. новела, «пианино» укр. піаніно, «речитатив» укр. речитатив, співомовка, «тенор» укр. тенор, «валюта» укр. валюта, «вилла» укр. вілла, «вермишель» укр. вермішель, вермічелі, «макароны» укр. макарони. - з іспанської мови — «гитара» укр. гітара, «мантилья» укр. мантилья, кастаньеты укр. кастаньєти, серенада укр. серенада'. - Запозичення у XX-XXI ст. - з англійської мови — «компьютер» укр. комп'ютер, «дисплей» укр. дисплей, «файл» укр. файл, «интерфейс» укр. інтерфейс, «принтер» укр. принтер, «бартер» укр. бартер, «брокер» укр. брокер, «ваучер» укр. ваучер, «дилер» укр. дилер, «виндсерфинг» укр. віндсерфінг, «скейтборд» укр. скейтборд, «армрестлинг» укр. армрестлінг, «кикбоксинг» укр. кікбоксинг, «имидж» укр. імідж, «презентация» укр. презентація, «номинация» укр. номінація, «спонсор» укр. спонсор, «видео» укр. відео, «шоу» укр. шоу' тощо. |

Українська літературна мова давно виробила власні вимовні, наголосові, граматичні, лексичні, стилістичні норми. Запозичення в українській літературній мові є органічною складовою лексики, так само, як і в російській літературній мові та інших слов'янських мовах.

## «Українська мова утворилася після монгольської навали у XIVст. з давньоруської мови»

Ю. Шевельов, професор Гарвардського та Колумбійського університетів, іноземний член НАН України з 1991 р., член «Американського лінгвістичного товариства» та «Польського інституту мистецтв і науки в США», почесний доктор Альбертського, Люндського, Харківського університетів та Києво-Могилянської академії — обґрунтував самостійний розвиток української мови безпосередньо з праслов'янської.

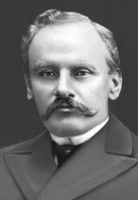
О. Шахматов — російський філолог, який висунув гіпотезу походження української мови від «спільноруської прамови».

Такий погляд був єдиним офіційно визнаним у Радянському Союзі. Ця теорія ґрунтується на теорії російського мовознавця О. Шахматова яка стверджує, що українська мова походить із «спільноруської прамови», з якої походять й інші «руські мови» (північно-великоруська, південно-великоруська та білоруська). О. Шахматов також стверджував, що, незважаючи на це, українська мова суттєво відрізняється від інших «руських мов» різноманітними фонетичними явищами та лексикою.
Насправді українська мова походить безпосередньо з праслов'янської мови. Після початку розпаду праслов'янської мови (з VII ст.) у слов'янських мовах, що поступово народжувалися, виникали нові фонетичні явища, які були притаманні різним діалектам. Окремі ізоглоси по-різному відокремлювали слов'янські діалекти від сусідніх.
В українській мові як на ранньому етапі розвитку, так і тепер мало фонетичних явищ, що притаманні лише їй, але вони сполучаються між собою таким чином, що сукупність цих явищ утворює окрему мову як від східнослов'янських російської та білоруської, так і від західнослов'янських польської та словацької та від південнослов'янської болгарської (тобто від тих слов'янських мов, у контакті з якими від початку знаходилася українська мова).
На ранньому етапі розвитку, тобто від VII до XI ст., сукупність українських розмовних діалектів (або майбутня українська мова, Ю. Шевельов називає її «протоукраїнською») відокремлювалася від сусідніх мов (діалектів) такими рисами:
| Нові риси, що утворилися в українських діалектах, протиставляючи їх іншим слов'янським мовам, які формувалися, у протоукраїнський період — VII—XI ст. |
| - Огубленість [ъ] відмежовувала протоукраїнські діалекти від протопольських, - збереження [ĭ] та постання [ў] (тобто короткого [ɨ]) перед [j] відмежовувала протоукраїнські діалекти від проторосійських, - диференціація [ŏ] та [ā] в ненаголошених складах відмежовувала протоукраїнські діалекти від протобілоруських, - рефлексація [eā] як [ie] та згодом як [ė] в південно-західних (галицько-волинських) діалектах відмежовувала протоукраїнську мовну зону в цілому від суміжних проторосійських, протобілоруських (точніше центральних та північно-східних), протопольських, протословацьких та протоболгарських мовних зон; водночас вона протиставляла київсько-поліські діалекти галицько-подільським, - позиційно зумовлене розщеплення [eă] на [ě] та [ŏ] відмежовувало протоукраїнські (власне, київсько-поліські) діалекти від протословацьких та протоболгарських. |

Окрім того, від майбутньої російської мови українську відділяли такі риси:
| Фонетичні зміни в українській мові, що формувалася, у протоукраїнський період — VII—XI ст. |
| - в українських діалектах при палаталізації задньопіднебінних звуків перед [v] + [eā] (який переходить в [ě]) частково збереглися звуки [k], [h], у російській відбувся повний перехід [kv]/[hv] → [t͡sv]/[zv]: в українській існують подвійні форми квіт / цвіт, у російській лише цвет / цветок. - в українській мові при палаталізації звук [x] переходив у [sʲ]: дух → у дусі, в російській мові цього переходу не було. - в усіх українських діалектах [dj] переходило у [d͡ʒ] без винятків у VIII ст. — тепер цей звук зберігся лише в дієсловах ходити → ходжу (надалі у IX—XVI ст. звук [d͡ʒ] поступово перейшов у [ʒ] — їдять → їж!, а у деяких південно-східних діалектах у XVIII—XIX ст. цей звук перейшов в [dʲ] — ходжу → ходю). У проторосійських діалектах відбувся перехід лише у [ʒ]: ходить → хожу. - як і в усіх слов'янських діалектах, крім проторосійського, відбувся перехід [ū] в [ўj] в кінці слів — *drugū → другыи → другий, лише у проторосійських діалектах виникли звукосполучення [oj] та [ij]. |

Окрім того перехід задньоязикових приголосних [g], [k], [x] перед ѣ у [d͡zʲ] (а пізніше у [zʲ]), [t͡sʲ], [sʲ] (в українській це чергування приголосних штибу: нога → на нозі, рука → в руці, муха → мусі), який відбувся ще у праслов'янській мові протягом II—III ст. н. e., на відміну від української мови у російській мові зник.
У пізніші періоди в українських та російських діалектах виникають додаткові фонетичні зміни, які ще далі віддаляють одну мову від іншої.
Це не означає, що між українськими та російськими діалектами у протоукраїнський та давньоукраїнський період не було спільних рис — були:
- риси, спільні для протоукраїнських та проторосійських діалектів (система наголосу, велика кількість слів зі схожим звуковим оформленням),
- риси, притаманні протоукраїнським, проторосійським та деяким польським діалектам (повноголосся, яке фіксується у підляському говорі польської мови),
- риси, притаманні протоукраїнським, проторосійським та протолужицьким діалектам (перехід назальних в [u] / [ju], [a] / [ja]),
- риси, притаманні протоукраїнським, проторосійським та майбутнім верхньолужицькій, македонській і, частково, словацькій мовам (кількісне скорочення [ъ] і [ь] у слабкій позиції і прояснення їх у голосні [ъo], [ьe] у сильній позиції),

| Спільні риси давньоукраїнських та давньоросійських говорів у X—XIII ст. |
| - розвиток приблизно у VIII — на початку IX ст. повноголосся, тобто перехід праслов'янських сполучень -or-, -ol-, -er-, -el- між приголосними в -оро-, -оло-, -ере-, -еле-: *korva → корова, *golsъ → голос, *dervo → дерево: ця риса є притаманною протоукраїнським, проторосійським, протобілоруським та деяким сучасним польськім діалектам, - завершення (кін. IX — поч. X ст.) переходу праслов'янських носових голосних ǫ, ę (на письмі ѫ, ѧ) у голосні [u] ([ju]), [a] ([ja]): *rǫka → українське, російське, білоруське рука, *męso → українське м'ясо, російське мясо, білоруське мяса. Ця риса притаманна також деяким західнослов'янським мовам: верхньолужицька мова ruka, mjaso. - початок (приблизно з VI ст.) тенденції до кількісного скорочення [ъ] і [ь] у так званій слабкій позиції і прояснення їх у голосні [ъo], [ьe] у сильній позиції (те саме у верхньолужицькій, македонській і, частково, в словацькій мовах: верхньолужицька moch, dźen, македонська мохъ → мов, ден, словацька moch, den). - оформлення на кін. X ст. основних особливостей східнослов'янського наголосу, відмінного від принципів наголошування слів у західних і південних слов'янських діалектах. - поступова втрата (як і в більшості інших слов'янських мов) аориста й імперфекта дієслів - деякі спільні формо- і словотвірні префікси та суфікси (але були і відмінні афікси, у пізніші періоди з'явилися також інші різні афікси в обидвох мовах). - утворення спільного східнослов'янського лексичного фонду (але в цей період фіксується також значна кількість різної лексики). |

Дослідникам української мови сукупність рис українських діалектів (як притаманних лише українській мові, так і особливо таких рис, що були спільними з іншими слов'янськими мовами) дає підставу стверджувати, що українська мова виникла самостійно від російської й одночасно з російською, білоруською, польською, болгарською, словацькою та іншими слов'янськими мовами з протослов'янської мови. Цей процес був не одномоментним — нагромадження специфічних рис в усіх слов'янських мовах проходило поступово з VII ст., тому, ґрунтуючись лише на фонологічних змінах або змінах у лексиці чи морфології, дуже важко назвати час, коли українська, російська, польська, білоруська, болгарська, словацька та інші сусідні слов'янські мови стали повністю самостійними.
У XI—XIII ст. в українській мові сформувалися специфічні українські фонетичні ознаки, відбувся процес занепаду зредукованих; виникли характерні лише для української мови лексеми (оболонь, гай, пуща, яр, полонина, гребля, криниця, жито, зоря, жадати, ховатися та ін.); виявилися втрачені іншими слов'янськими мовами морфологічні особливості (наприклад, збереження закінчення -у в родовому відмінку однини іменників чоловічого роду: роду, меду; закінчення -ові, -еві в іменниках чоловічого роду: богові, домові; форми 3-ї особи однини дієслів І відміни без кінцевого -ть: може, иде). З XI ст. до звукових явищ, притаманних тільки українській мові, відносяться перехід [є] в [о] після історично м'яких приголосних (жена — жона) (з XI ст.); появу нових звуків на місці етимологічних [о], [є] в новозакритих складах; поява нових звуків на місці етимологічних [о], [е] в новозакритих складах (столъ — стоул, стул, стіл і под.; осень — осіень, осінь) (XII—XIII ст.); вживання твердих приголосних перед [е], [и] (небо, синій) (з XIII ст.); функціонування передньо-середньої фонеми [и]; злиття в одній фонемі давніх [и] та [ы] (з другої половини XI ст.); перехід [ѣ] в [і] (з XIII ст.) тощо.
На час існування Русі як держави немає підстав говорити, що розмовна мова була єдиною на півдні (майбутня Україна) та півночі й північному сході (майбутня Росія) — існувало принаймні 5 великих діалектних груп, що згодом «переформатувалися» в українську, російську та білоруську мови. Відсутність єдиної розмовної мови на Русі у фонології підтверджується ще й тим, що у цей період не було жодної звукозміни, притаманної всім діалектам Русі — вони розвивалися до X ст. за власними фонологічними законами й продовжили розвиток після X та XIV ст. так само за власними фонологічними законами.
Ба більше, розвиток двох протоукраїнських діалектів — північного (києво-поліського) та південного (галицько-волинського) теж відбувався окремо, існували фонологічні явища, що відокремлювали ці два масиви говірок. Фактично два діалектні масиви української мови «об'єдналися» в момент утворення перехідного між ними південно-східного наріччя, що саме почало ґенерувати нові для всієї української мови звукозміни (такі фонетичні інновації в середньоукраїнський період, як-от перехід [е] → [о] в позиції перед зубними, перехід [ɪ-] → [і-], нові «стягнені» форми прикметників: [bilaja] → [bila], нові форми дієслів: [pek'tɪ] / [pe't͡ʃu] замість [pe't͡ʃi] / [pe'ku] тощо).

## «Українська мова є діалектом російської мови, а не самостійною мовою»
Варіантом такого твердження є класифікація української мови як одного з «руських діалектів», поряд з білоруським та (велико)російським «діалектами».
Теорія про те, що «малоросійське наріччя» (так у XIX ст. в Російській імперії називали українську мову) є частиною російської мови (разом з білоруським, великоросійським народним наріччями та загальноросійською літературною мовою) була офіційною у Російській імперії (у свою чергу великоросійське народне наріччя, білоруське наріччя та малоросійське наріччя розпадалися на власні піднаріччя).
Зокрема, її наукове обґрунтування дав Т. Флоринський у статті «Малоросійська мова та „українсько-руський“ літературний сепаратизм» (рос. «Малорусский язык и "українсько-руський" литературный сепаратизм»).
Досі у філології немає чіткого переліку критеріїв, за якими можна було б визначити, «діалектом» є певна говірка, чи повноцінною «мовою». Російський філолог А. Мусорін наводить такі критерії:
- наявність чи відсутність взаєморозуміння між людьми з різними формами мовлення, що репрезентують різні локальні одиниці[13] (однак є випадки, як у китайській мові, коли мовці різних діалектів не розуміють одне одного),
- використання мовцями різних говірок різних літературно-писемних форм (мовцями китайських діалектів використовується єдина норма загально китайської літературно-писемної мови — у минулому «веньянь», тепер — «путунхуа»; чехи та словаки розуміють одне одного, але орієнтуються на різні писемні норми),
- мовне самоусвідомлення мовців ідіоми[14] — якщо мовці ідіоми вважають, що вони говорять окремою мовою, отже так воно і є,
- законодавче визначення окремішності ідіоми (у колишній Югославії на законодавчому рівні було визначено, що державною мовою Хорватії є «хорватська», Сербії — «сербська з кириличною графікою», Боснії та Герцеговини — «боснійська», Чорногорії — «чорногорська»),
- зміна статусу етнічної спільноти, що користується ідіомою (приклад сойотів у Бурятії, яких вважали субетносом тувинців, а з 1993 р. — окремим етносом),
- наявність лінгвоніму — свій ідіолект визначається його мовцями окремим найменуванням,
- розбіжність території поширення двох ідіом,
- наявність або відсутність традицій перекладу з однієї ідіоми іншою.

Ці критерії дають підставу таким чином схарактеризувати українську мову:
- Є історичні факти, що мовці української та російської мов, які не вчили іншу мову, не розуміють одне одного: під час обговорення змісту Переяславських статей делегації Ю. Хмельницького та представникам московського уряду на чолі з князем О. Трубецьким був потрібен перекладач (українці та білоруси розуміють одне одного, але наявність інших екстралінгвістичних факторів призводить до того, що українська та білоруська мови класифікуються як окремі мови),
- українці та росіяни використовують різні писемно-літературні форми — українську літературну (на основі середньонаддніпрянського говору південно-східного наріччя української мови — від 1798 р.) та російську літературну мови, з відмінною графікою (хоча так було не завжди — «славенороська мова» як літературна мова Східної України (мова творів Г. Сковороди) була близькою до російської літературної мови XVIII ст.),
- українці усвідомлюють, що вони говорять іншою від російської мовою (за переписом 2001 р. рідною українську мову вважають 67,5 % населення України, російську мову — 29,6 % населення[15]),
- Конституцією України (ст. 10) визначається державний статус української мови,
- українська мова визначається окремим від «російської мови» лінгвонімом (хоча до середини XIX ст. україномовці визначали її здебільшого як «руська мова», що практично збігається з оригінальною самоназвою російської мови — «русский языкъ», яка вживається з початку XVIII ст.),
- території поширення української та російської мов є різні,
- існує давня традиція перекладу з української мови на російську і навпаки (наприклад, переклад «Євгенія Онєгіна» М. Рильським)

|  | Мій дядько чесний без догани, Коли не жартом занеміг, Небожа змусив до пошани І краще вигадать не міг. Воно й для інших приклад гожий; Але яка нудота, боже, При хворім день і ніч сидіть, Не покидаючи й на мить! Яке лукавство двоязике — Напівживого розважать, Йому подушку поправлять, Журливо подавати ліки, Зітхать і думку берегти: «Коли ж візьмуть тебе чорти!» Переклад «Євгенія Онєгіна» О. Пушкіна М. Рильським |

|  | Как умру, похороните На Украйне милой, Посреди широкой степи Выройте могилу, Чтоб лежать мне на кургане Над рекой могучей, Чтобы слышать, как бушует Старый Днепр под кручей. Переклад «Заповіту» Т. Шевченка О. Твардовським, у газеті «Красный флот», 6 березня 1939 р. та журналі «Молодая гвардия», 1939 р., № 1, с. 115 |

У Російській імперії українську мову довго називали діалектом, на що І. Франко сказав:
|  | Діалект, а ми його надишем Міццю духа і огнем любові, І нестерпний слід його запишем Самостійно між культурні мови. |

## «Оформлення самостійної української мови інспіровано поляками або владою Австро-Угорщини»
Це твердження не витримує жодної критики — влада Австро-Угорщини не мала визначеної політики щодо української мови. У Східній Галичині, з дозволу офіційного Відня, урядовою мовою була польська, на півночі Буковини — німецька, на Закарпатті та Пряшівщині — угорська. Особливих кроків для того, щоб вплинути на мовні процеси чи процеси самоусвідомлення русько-українського населення Австро-Угорщини центральна влада не робила.
Самовизначення русько-українського населення цих регіонів саме як «українців» та прийняття ним як писемної сучасної літературної української мови на основі середньонаддніпрянського говору південно-східного наріччя є, насамперед, результатом внутрішніх процесів на західноукраїнських землях.

## «Українська мова дуже близька до російської»
Зокрема це стверджував колишній Президент України В. Янукович:
|  | «Якщо казати, як можуть поруч жити люди, які розмовляють українською і російською мовами, я скажу так: по-перше, вони не дуже відрізняються одна від одної. Тому, попри те, якою б мовою люди не розмовляли, вони хочуть всі нормально жити». |

Насправді українська мова, як окрема слов'янська мова, має численні риси, що зближують або віддаляють її від сусідніх слов'янських мов — польської, білоруської, російської, болгарської, хорватської та словацької.
Згідно зі списком Сводеша для слов'янських мов українська збігається з російською лише в 172 лексемах з 207, що набагато менше, ніж збігів з білоруською (190 з 207), і тільки ненабагато більше, ніж збігів в української й польської (169 з 207). У той час польська і російська збігаються за 152 лексемами.
Відомий мовознавець, проф. Тищенко К. М. відзначає, що російська мова має 8 спільних фонологічних рис з українською з 40 характерних для слов'янських мов. За рештою 32 ознаками з 40 українська відмінна від російської. Крім того, більшість з цих 32 рис водночас єднають українську мову з рештою слов'янських мов.
З точки зору лексики найближчою до української є білоруська мова (84 % спільної лексики), потім польська (70 % спільної лексики), словацька (68 % спільної лексики) та лише на четвертому місці — російська мова (62 % спільної лексики). Для прикладу, за своїм лексичним складом англійська мова та нідерландська мають 63 % спільної лексики, а шведська та норвезька — 84 %.
Українці розуміють російську мову оскільки за часів Російської імперії, СРСР, а в значній мірі й після 1991 р. російська мова широко вивчалася у школі, в Україні проживає значна російськомовна меншина (за переписом 2001 р. рідною українську мову вважають 67,5 % населення України, російську мову — 29,6 % населення), більшість ЗМІ в Україні є російськомовними, значна частина українців є білінгвами. У той самий час росіяни, які ніколи не вивчали або не чули української мови, не розуміють українську, розуміють не повністю або розуміють неправильно. Наприклад, просте питання «а ви сваритесь на роботі?» збиває росіянина з пантелику.
Ця ситуація певною мірою збігається з ситуацією в Нідерландах: практично усі нідерландці розуміють англійців, бо вивчали англійську мову, але англійці не розуміють нідерландську, яка лексично є настільки ж віддаленою від англійської мови, як українська від російської.
У часи, коли мовних контактів між українцями та росіянами не було, мовці української та російської мов не розуміли (або не добре розуміли) одне одного — були потрібні перекладачі. 9 жовтня 1653 р., на виконання рішення Земського собору, московський уряд послав в Україну надзвичайну дипломатичну місію — велике посольство у складі ближнього боярина і намісника тверського В. В. Бутурліна, околичного намісника муромського І. В. Алфер'єва, думного дяка Л. Д. Лопухіна. Кожен член посольства мав свій почет: В. Бутурлін сім стольників, одного стряпчого, трьох дворян, І. Алфер'єв — стольника, стряпчого і чотирьох дворян, Л. Лопухін — стольника. Посольство супроводжували голова московських стрільців — Артемон Матвеєв, три сотники, двоє товмачів (перекладачів) і 200 стрільців.
Пізніше, під час обговорення та ухвалення «Переяславських статей», українцями до московського Посольського приказу було передано дві версії документу — з 23 та 11 пунктів. З української на російську мову версію з 11 пунктів перекладали троє українських перекладачів, що працювали у Посольському приказі з 16 (6) вересня 1651 р. (вони перекладали на російську з української, польської, латинської та грецької мов різні документи й «книжки») — Степан Кольчинський, колишній студент Києво-Братської (Могилянської) колегії, Тимофій Топоровський та Михайло Кульчицький (Кульчинський, Кольчинський).
Український оригінал статей з 11 пунктів у російському перекладі був описаний так (зроблено приписку в перекладеній версії):
|  | «Записано на стовпцях (у списку), білоруським письмом (тобто українським скорописом), без приписки дяка. Писав (тобто «переклали») Степан та Тимофій та Михайло.» «Писано на столбцах, белоруским письмом без дьячей приписки. Писал Степан да Тимофей да Михайло.» |

## Питання належності до східнослов'янських мов
Твердження про те, що українська належить до східнослов'янських мов, правдиве лише частково[джерело?]. Поділ всіх слов'янських мов на західнослов'янські, південнослов'янські та східнослов'янські є скоріше географічним, ніж лінгвістичним[джерело?]. Насправді всі слов'янські мови пов'язані між собою складними зв'язками на всіх рівнях мови — лексичному, фонетичному, морфологічному тощо.
При підрахунку кількості спільних слів у словниках різних слов'янських мов В. Стецюк подав таку схему родинних взаємин між слов'янськими мовами:
Кількість спільних слів у парах слов'янських мов
|         | Пол. | Чес. | Слов-ц. | Біл. | Укр. | Пн-рос. | Пд-рос. | С-хор. | Слов-с. | Бол. |
| ------- | ---- | ---- | ------- | ---- | ---- | ------- | ------- | ------ | ------- | ---- |
| Пол.    | 374  |      |         |      |      |         |         |        |         |      |
| Чес.    | 247  | 473  |         |      |      |         |         |        |         |      |
| Слов-ц. | 229  | 364  | 458     |      |      |         |         |        |         |      |
| Біл.    | 169  | 167  | 177     | 356  |      |         |         |        |         |      |
| Укр.    | 238  | 257  | 265     | 266  | 487  |         |         |        |         |      |
| Пн-рос. | 165  | 198  | 192     | 340  | 271  | 484     |         |        |         |      |
| Пд-рос. | 189  | 205  | 217     | 253  | 304  | 330     | 480     |        |         |      |
| С-хор.  | 172  | 239  | 246     | 154  | 248  | 225     | 241     | 519    |         |      |
| Слов-с. | 126  | 199  | 207     | 106  | 180  | 169     | 181     | 303    | 394     |      |
| Бол.    | 104  | 148  | 148     | 83   | 160  | 162     | 156     | 265    | 193     | 360  |

У наведених даних, що їх отримано на базі словників різних слов'янських мов, значно слабше виражений зв'язок між українською, білоруською і польською мовами, ніж це подається іншими джерелами, а зв'язок між українською і північним діалектом російської виражений сильніше. За таким підрахунком сербсько-хорватська мова є ближчою до української, ніж польська.
Саме цей результат пояснюється специфічним словниковим складом досліджених словників — до лексичного фонду російської мови у словниках (таких як словник російської мови В. Даля) залучено в свій час багато слів, які до неї зовсім не належать.
Незважаючи на часткову некоректність досліджуваного лексичного матеріалу, можна помітити, що слов'янські мови не діляться на три групи, а перебувають у складніших відносинах між собою.
Російський вчений М. І. Толстой, директор «Інституту слов'янознавства» АН СРСР, вважає, що українська мова є центральною — між східнослов'янською російською та західнослов'янською польською мовами. На підтримку цієї тези наводяться такі фонологічні аргументи:
- за кількістю м'яких приголосних у фонологічній системі українська мова значно перевищує російську й польську (порівнюються системи твердості-м'якості приголосних в українській, російській та польській мовах — твердість-м'якість приголосних є основною типологічною рисою, що відрізняє фонологічні системи слов'янських мов від інших індоєвропейських);
- опозиційний центр фонологічної системи української мови є центральним щодо центрів двох близькоспоріднених слов'янських мов — російської та польської, бо складається саме з передньоязикових фонем, а передньоязиковість є центральною, вихідною і для опозиційних центрів мов сусідів (і в українській, і в російській, і в польській мовах у складі опозиційних центрів констатуємо по 8 приголосних, взаєморозташування яких можна моделювати у формі куба; склад опозиційного центра української мови: /t/, /d/, /s/, /z/, /t′/, /d′/, /s′/, /z′/; польської мови: /t/, /d/, /s/, /z/, /ć/, /dʒ ́/, /ś/, /ź/; російської мови /t/, /d/, /p/, /b/, /t′/, /d′/, /p′/, /b′/; до російського опозиційного центра входять передньоязикові та губні зімкнені; до українського — лише передньоязикові фонеми, зімкнені й щілинні; до польського — передньоязикові та середньоязикові; зімкненим твердим відповідають середньоязикові африкати, щілинним — щілинні) тощо.

В українській мові є багато прадавніх рис, що відділяють її від інших «східнослов'янських мов» та зближують із «західнослов'янськими». Ці риси виникли задовго до того, як українські землі опинилися в Речі Посполитій (і до утворення Русі) і не є впливом на українську польської мови:
| Фонетичні зміни в українській мові, що формувалася, у протоукраїнський період — VII—XI ст. |
| - в українських діалектах при палаталізації задньопіднебінних звуків перед [v] + [eā] (що переходить в [ě]) частково зберіглися звуки [k], [h], у російській відбувся повний перехід [kv]/[hv] → [t͡sv]/[zv]: в українській існують подвійні форми квіт / цвіт, у російській лише цвет / цветок. - в українській мові при палаталізації звук [x] переходив у [sʲ] (у польській мові — у [ʃʲ]): дух → у дусі, в російській мові цього переходу не було. - в усіх українських діалектах [dj] переходило у [d͡ʒ] без винятків у VIII ст. — тепер цей звук зберігся лише в дієсловах ходити → ходжу (надалі у IX-XVI ст. звук [d͡ʒ] поступово перейшов у [ʒ] — їдять → їж!, а у деяких південно-східних діалектах у XVIII-XIX ст. цей звук перейшов в [dʲ] — ходжу → ходю). У проторосійських діалектах відбувся перехід лише у [ʒ]: ходить → хожу. У польській мові, не залежно від фонетичних процесів, які відбувалися в українській мові, відбувся перехід [dj] у м'яке [d͡ʒʲ]. - як і в усіх слов'янських діалектах, крім проторосійського, відбувся перехід [ū] в [ўj] в кінці слів — *drugū → другыи → другий, лише у проторосійських діалектах виникли звукосполучення [oj] та [ij]. |

Окрім того перехід задньоязикових приголосних [g], [k], [x] перед ѣ у [d͡zʲ] (а пізніше у [zʲ]), [t͡sʲ], [sʲ] (в українській це чергування приголосних штибу: нога → на нозі, рука → в руці, муха → мусі), який відбувся ще у праслов'янській мові протягом II—III ст. н. e., на відміну від української мови у російській мові зник. В усіх західнослов'янських мовах таке чергування звуків, як і в українській мові, існує.

## «Українська мова виникла внаслідок спольщення російської мови»
Російські шовіністичні кола та прихильники загальноросійської ідеї поширють антинаукову гіпотезу виникнення української мови в результаті, як вони пояснюють, «спольщення російського народу» України. Вперше цю помилкову тезу висунув російський учений Михайло Ломоносов. Виданий російським царизмом, який проводив антиукраїнську політику, текст Валуєвський циркуляру стверджував, що мова українців це «есть тот же русский язык, только испорченный влиянием на него Польши». Думки про українську мову як результат спольщення (ополячення, полонізації) російської мови зустрічаються в публікаціях адептів загальноросійської ідеї єднання українського, білоруського та російського народів в єдиний (триєдиний) російський народ. Таку ж саму думку висловив президент Росії В. Путін. При цьому ними ігноруються історичні факти виникнення та поширення діалектів народної української мови на землях, як наприклад, Закарпаття та Буковина, які історично ніколи не були під польським впливом, та на таких землях, як наприклад, Сіверщина та Чернігівщина, що перебували під владою Речі Посполитої тільки зо тридцять років, з 1618 по 1648 р.
Літературна українська мова є створена на основі діалектів Чернігівщини та Полтавщини, яка перебувала у складі Польщі лише приблизно 80 років, з 1569 по 1648 роки. Різні території сучасної України (за винятком Закарпаття і Буковини) знаходилися під польським впливом в різні періоди часу, але для різних місцевих діалектів народної української мови спостерігається майже однакова кількість полонізмів, які також зустрічаються у великій кількості і в російської мові. Ними також не береться до уваги те, що землі України, як і землі Білорусі, однаково в часі та в умовах перебували під владою Речі Посполитої, але тим не менше на тих землях, відповідно, поширились дві окремі мови — українська та білоруська, а не одна. Білоруську мову, як і українську мову, вони також вважають продуктом спольщення російської мови. На українських землях, які попали під владу Речі Посполитої, переважно проживала українська (руська) шляхта, а не польська шляхта, яка начебто сприяла, відповідно до версії прихильників теорії виникнення української мови внаслідок спольщення російської мови, «спольщенню російського народу» в Україні.
Як докази, що начебто раніше український народ розмовляв російською мовою, вони покликаються на письмові документи, написані за часів Київської Русі та козаччини. При цьому вони не зважають на те, що ці документи написано не народною розмовною мовою, а церковнослов'янською мовою чи діловою писемною давньоруською мовою, яка поєднувала в собі як старослов'янську основу так і деякі риси місцевих діалектів і яка є відносно подібною та близькою до сучасної російської літературної мови, створеній на основі церковнослов'янської мови. Крім того, слова церковнослов'янського походження в російській літературній мові складають ледь не половину всього словникового запасу. У Росії російська літературна мова виникла насамперед на основі церковнослов'янської мови, а в Україні українська літературна мова створена на базі місцевих стародавніх слов'янських діалектів. Через це значна церковнослов'янська складова сучасної російської мови, а не надуманий фактор польського впливу є однією із причин відмінностей між російською та українською мовами.
Аналіз графіті Софії Київської свідчить, що жителі Русі розмовляли народною українською мовою. В текстових пам'ятках української мови, написаних та переписаних діловою писемною мовою, можна зустріти численні вкраплення слів народної розмовної української мови, що є доказом існування окремої від писемної мови тогочасної народної розмовної української мови.
Прихильники концепції «виникнення української мови в результаті спольщення російського народу» для підтвердження власної концепції часто вдаються до відвертих фальсифікацій. Вони стверджують, що польсько-литовське панування в Русі з чотирнадцятого століття (XIV ст.) сприяло спольщенню і з чотирнадцятого століття (XIV ст.) відбувалося спольщення та в XV столітті, яке тривало з 1400 року по 1499 рік, вже йшов процес «спольщення російського народу» та мова письмових документів-пам'ятників, складених у п'ятнадцятому столітті, містить явні «полонізми» (українські слова), попри те, що більшість українських земель попало під владу Речі Посполитої тільки в другій половині XVI століття (за винятком Галичини, яка була завойована Польським королівством в чотирнадцятому столітті (XIV ст.)) внаслідок Люблінської унії укладеної між Великим князівством Литовським та королівством Польським у Любліні 1 липня 1569 року. Президент Росії В. Путін також висловив думку, що українська мова виникла внаслідок ополячування, починаючи з XIV і XV століть. Ще раніше В. Путін заявив, що починаючи з кінця тринадцятого (XIII) століття в результаті ополячування появились зміни в мові в народу в Україні, який називав себе росіянами. І ще раніше в своїй статті з назвою «Про історичну єдність росіян та українців» В. Путін бездоказово наголошував, що «і в західних, і в східних руських землях говорили на одній мові».
Російські історики, які намагаються обґрунтувати існування єдиної мови в українців та росіян в Русі, поширюють концепцію «Давньоруської народності». Однак навіть прихильники концепції «Давньоруської народності» погоджуються з думкою щодо незавершеності процесів етнокультурної консолідації в Русі і відносної неоднорідності давньоруської народності.
Вчений Микола Костомаров детально проаналізував фонетичні й граматичні особливості української мови та показав її відмінність від великоруської та польської. Український мовознавець Григорій Півторак показав, що українська мова на фонетичному і граматичному рівнях зовсім не зазнала впливу польської мови.
Українська мова не зазнала значних впливів інших мов. Наприклад, євреї, які проживали у великій кількості у Речі Посполитій та часто займалися управлінням та економікою шляхетських маєтків в Речі Посполитій, своєю мовою їдиш не вплинули на українську мову. Українська мова не зазнала впливу на Закарпатті від угорської мови та не зазнала впливу від румунської мови на Буковині з огляду на те, що Закарпаття тривалий час знаходилось під угорським пануванням, а Буковина — під румунським пануванням.

## «Українська мова виникла внаслідок спольщення давньоруської мови»
Насправді польська мова практично не вплинула на фонологічний розвиток української мови (більший вплив, хоча теж не дуже великий, на українську мову справила російська мова). Так само польська мова не вплинула на граматику сучасної літературної української мови[джерело?] (у польській літературній мові немає давноминулого часу, немає форми присвійного займенника третьої особи множини (їхній), проте розрізняються форми чоловічого та жіночого родів у множині, а в українській не відрізняються, тощо).
Лексичних запозичень з польської мови до сучасної літературної української мови також порівняно небагато, більше латинських та німецьких слів, що прийшли в українську мову за посередництвом польської (польська в свій час відігравала таку ж роль мови-посередника для української, як і російська з XVIII ст.).
Полонізми, поряд з запозиченнями з чеської, німецької та латинської мов, широко вживалися у староукраїнській мові. До розмовної мови вони хоча й потрапляли, але у значно меншій кількості. З занепадом староукраїнської мови як літературної, з переходом на славенороську мову, а потім на російську мову як літературну мову українців у Російській імперії у XVIII ст. більшість полонізмів стала архаїзмами та перестала вживатися.
Аналогічний процес — широке запозичення полонізмів та чеських слів — відбувався і в російській літературній мові XVII ст.
За приблизними підрахунками, у російських азбуковниках XVII ст. містилося не менше 200 західнослов'янських — польських та чеських — слів. Азбуковники були необхідні російським книжникам XVII ст. у своїй діяльності. Як вказував В. В. Виноградов, «польська мова у XVII ст. виступає у ролі постачальника європейських наукових, юридичних, адміністративних, технічних і світсько-побутових слів і понять».
Існувала велика кількість перекладених у цей час з польської мови книжок, причому не завжди їхня мова була вільною від полонізмів. Спорідненість мов, яка усвідомлювалося перекладачами, створювала ілюзію того, що польські слова мали бути зрозумілі російському читачеві. Насправді все було не так — необхідність пояснення незрозумілої західнослов'янської лексики й призвела до занесення до складу азбуковников польських та чеських слів. У XVIII ст. інтерес російської держави до польської культури й літератури як до посередників між російською і західною цивілізаціями зникає — велика частина західнослов'янських слів виходить з активного вжитку і зникає з російського словника.
Як приклад польських слів, що використовувалися у російській літературній мові XVII ст. а потім вийшли з ужитку, можна навести:
- вонтъпление[63] — польське wątpienie, сучасне російське «сомнение», українське «сумнів»,
- крекса[63] — з польського kreska, сучасне російське «чёрточка, черта», українське «риска»,
- валка[64] — з польського walka, сучасне російське «борьба», українське «боротьба»,
- на кштаалтъ / на кшталтъ[64][65] — польське na kształt, сучасне російське «по образцу / такой как», українське «на взір / на штиб / на кшталт / як-от»,
- зафрасование[64] — з польського zafrasowanie, сучасне російське «озабоченность», українське «стурбованість» тощо.

І в російській, і в українській літературних мовах більшість полонізмів перейшли в групу архаїзмів і тепер не вживаються.

## «Кубанська говірка є діалектом російської, а не української мови»

Перший словник кубанської балачки «Кубанський говір. Спроба авторського словника» («Кубанский говор. Опыт авторского словаря»), Петро Ткаченко, 1998 р.

Вперше українці з'явилися на Тамані 7 вересня 1792 р. — на Кубань висадилося 3847 стройових козаків-запорожців під командуванням полковника Сидора Білого. З 1794 р., коли почалася основна міграція на Чорноморію, до 1865 р. з України на Кубань переселили 158.843 українці. Найбільше до Кубанської області емігрувало вихідців з Харківської, Полтавської, Катеринославської та Чернігівської губерній. Друга хвиля переселень козаків — з Задунайської Січі, реєстрового козацтва з Полтавщини та Чернігівщини — відбувалася упродовж 1802—1811 рр. Від 1809 р. до 1849 р. на Кубань з України було переселено майже 109 тисяч осіб.
Перепис населення 1926 року засвідчив, що на Кубані в той час проживало 1 мільйон 644 тисячі українців, тобто 49,2 % населення. За переписом 2002 р. лише 0,9 % населення Краснодарського краю ідентифікувало себе як українців. Під час цього перепису «козаками» записалися 17.542 особи, інше населення, що має українське походження, записалося росіянами.
Відомим класичним кубанським письменником, що писав українською мовою, є Василь Мова (Лиманський). У XVIII—XX ст. українською писали наказний отаман Чорноморського Війська та друг Т. Шевченка Яків Кухаренко, голова Верховного суду Кубанського козачого війська Федір Щербина, Василь Вареник, «кубанський Ціцерон» — збереглися його промови, наприклад «Мова про хузию» («Розповідь про рушницю»), «Великая пятниця», «Мова, як видкрылы зализный шлях, збудованный вид станыци Тихорецькой до города Катеринодара»), Олександр Півень (збирач місцевого фольклору — «Сим кип брехеньок», «Торба смиху та мишок реготу», «Чорноморськи вытребеньки», «Козацкы жарты та смихи усым людям для втихы»), український та російський фольклорист, член НТШ Митрофан Дикарев («Толки народа: Антихрист, Мышиный царь, Гадюки», «Я давно вже по свиту блукаю»), письменники Степан Шарапа («Козачи кости»), Іван Варавва (перший збірник кубанських пісень «Пісні козаків Кубані: Запис текстів», 1966 р.)
Сьогодні балачкою зрідка з'являються заголовки у кубанській пресі, зазвичай у жартівливих матеріалах або коли мова йде про фольклорні колективи. До Міжнародного дня рідної мови 21 лютого 2008 р. один з матеріалів газети «Краснодарские известия» вийшов під заголовком «Ну шо тоби казать, моя дытына?». На балачку іноді переходить президент Адигеї Аслан Тхакушинов (на одній з прес-конференцій було сказано: «Щоб усі зрозуміли, шо цэ такэ Адыгея, і де вона знаходиться» — рос. «Чтобы все поняли, шо цэ такэ Адыгея и где она находится»).
Ще за Російської імперії переписом 1897 р. кубанський говір був зарахований до «малоросійської мови». З 1906 р. у Катеринодарі засновано відділення «Просвіти». Після Лютневої революції 1917 р. у кубанських школах викладання почали вести українською — у Катеринодарі відкрилися дві українські середні школи, у станиці Полтавській — семінарія для вчителів, стали виходити українські газети (як-от «Кубанська зоря») та абетки.
У час існування Самостійної Кубанської Народної Республіки (16 лютого 1918 р. — 17 березня 1920 р.) відомство народної освіти Кубані налагодило постійні культурні контакти з Україною, на Кубань були запрошені українські просвітницькі організації. Вперше кубанська балачка в українській орфографії (тобто фактично українська літературна мова з присутністю місцевих регіоналізмів) почала вивчатися у середніх школах.

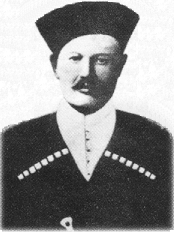
Микола Степанович Рябовіл, голова Кубанської крайової військової Ради Самостійної Кубанської Народної Республіки, 1918 р. — 13 червня 1919 р.

|  | Мачуха доля відірвала наших дідів Запорожців від матернього лона й закинула їх на Кубань. Більше ста літ жили ми тут сиротами по степах, по плавнях, по горах без матернього догляду ... Царі, робили все, щоби вибити з наших голів, з наших душ пам'ять про Україну й любов до Матері. Царі хотіли зробити з нас душогубів, хотіли, щоб ми, коли прийде той слушний час, час визволення України, своїми руками задавили ту волю, щоб ми свої шаблі пополоскали в крові Матері ... Микола Рябовіл, голова Кубанської крайової військової Ради Самостійної Кубанської Народної Республіки, уродженець кубанської станиці Дінська, вітання делегації України у 1917 р. українською мовою — «мовою наших батьків, дідів і прадідів» (рос. «на языке наших отцов, дедов и прадедов») |

З 1920 р. до 1932 р. радянське керівництво на Кубані проводило коренізацію: відкрито сотні українських шкіл, виші та технікуми (як-от «Кубанський педагогічний український технікум» у станиці Полтавській), виходило понад 20 україномовних газет (як-от «Червона Газета» з 1926 р.), діяла українська секція при письменницькій організації та три професійні театри, у 1923 р. виникла організація українських кубанських письменників «Гарт» («Кубфільгарт»), філії «Союзу українських пролетарських і сільських письменників Російської Федерації» («Село і Місто») було відкрито у Краснодарі та станиці Полтавській.
Від 30-х рр. XX ст. українська мова знаходилася на периферії культурного життя Кубані. Офіційно, українську мову заборонено вживати на Кубані з кінця 1932 р. зі згортанням українізації (постанова Сталіна та Молотова «Про припинення українізації»).
|  | Телеграма ЦК про українізацію 18 грудня 1932 р. 1) У триденний термін перевести всі українізовані газети на російську мову. 2) Листівки, брошури, стінгазети, багатотиражки, іншу літературу, що виходила українською мовою, надалі видавати російською мовою. 3) Перевести до першого січня усе діловодство радянських, партійних, колгоспних та інших організацій на російську мову. 4) Радіомовлення українською мовою припинити. 5) Перевести викладання на всіх короткотермінових курсах (учительських, колгоспних, кооперативних та інших), що працюють зараз у районах, на російську мову. 6) Про підготовку до осені 1933 р. переходу шкіл та освіти на російську мову і про порядок перевірки покращення учительського складу українізованих шкіл, Крайкомом будуть дані додаткові вказівки. |

Наприкінці 1950-х рр. припинив існування у Краснодарі останній український театральний гурток. На Кубані немає жодної української школи. Українську мову — під назвою «кубанське наріччя» — факультативно вивчають лише в крайовій експериментальній школі народного мистецтва при Кубанському козачому хорі.
Ще у 1950-1960-х рр. кубанські станиці були україномовними, діти шкільного віку розмовляли лише українською мовою за повної відсутності українських навчальних закладів. Тепер розмовна українська мова вживається лише у станицях, що розташовані на території історичного Чорноморського війська, виключно старшим поколінням («станишниками»). Середнє покоління знає українську мову, але спілкується між собою російською, молодь української мови не знає і часто не розуміє. У закубанських станицях зі змішаним українським та російським населенням усна українська мова тепер майже не вживається. У Краснодарському краї можуть говорити балачкою півмільйона осіб з 5-ти мільйонного населення.
Українську мову на Кубані називають «нашою мовою», «кубанською мовою», «кубанським наріччям», «хуторянським наріччям» або «балачкою» (місцевий варіант української мови, якою говорять по станицях, протиставляють російській мові, поширеній у містах Кубані, говорячи «балакати по-станишному» та «балакати по-городському»). Більшість самих кубанців не визнає того, що місцева говірка є частиною української мови, підкреслюючи, що у «балачці» багато російських слів та слів з мов народів Північного Кавказу.
Таке ставлення до назви «український» пояснюється тим, що кубанці віддавна вважають себе окремою від українців етнічною спільнотою (запорожці, що переселилися на Кубань, часто одружувалися з черкесками; також, воюючи з народами Північного Кавказу, кубанці були представниками центральної російської влади, ототожнювали себе з Росією). Окрім того, після 1930-х рр. ст. населення Кубані у паспортах було записане як росіяни, замість українців.
Імперська позиція російського уряду, підтримувана крайовим керівництвом та російськими науковцями, сприяла поширенню серед населення ідеї про кубанців, як окремого субетносу з «особливим діалектом російської мови» й абсолютної його непричетності до української культурно-історичної традиції — ще на початку XX ст., за часів існування Самостійної Кубанської Народної Республіки, кубанці вважали себе окремою, але спорідненою з українцями етнічною групою (Кубанська Законодавча Рада ухвалила резолюцію про приєднання Кубані на федеративних умовах до України, але через агресію Радянської Росії це об'єднання не відбулося).
Дослідженням українських кубанських говорів займаються вчені філологічного факультету «Кубанського державного університету». Інформацію про українську мову Кубані можна знайти у книжках Петра Ткаченка «Кубанський говір. Спроба авторського словника» (рос. «Кубанский говор. Опыт авторского словаря»), 1998 р., Ольги Борисової «Кубанські говори: матеріали до словника» (рос. «Кубанские говоры: материалы к словарю»), 2005 р., у спеціальному кубанському номері журналу «Пам'ятки України» за 2006 р. (статті довоєнних кубанських мовознавців Івана Шалі та Михайла Садиленка).
Фактично кубанська говірка (як і розмовна мова Стародубщини, Курщини, Подоння, Ставропольщини, Терщини, Надволжя або Жовтого Клину, Надуралля, Тюмені, Омщина, Зеленої України — українських територій поза межами України) є українсько-російським суржиком. Цей суржик спочатку виконував роль засобу побутового спілкування між кубанцями, а згодом перетворився на діалект української мови в рамках степового говору південно-східного наріччя та став обласним койне, яким до 1930-х рр. користувалися не лише етнічні українці, а й представники інших етносів, які мешкали в українських станицях та хуторах. Українізація 20-х рр. на Кубані мала певний вплив на балачку, збагативши її деякими термінами, але з огляду на свою короткотерміновість помітного сліду не залишила. Кубанська говірка має усталену форму (на відміну від суржику в Україні) і до 1960-х—1970-х рр. була засобом внутрішньо-етнічного спілкування.
У лексиці кубанської говірки зустрічаються:
- українські слова: бачити, робити, шукати, кохати, дитина, чоловік, жінка, шкода, дівчина, дякую, після, треба,
- російські слова: свадьба — «весілля», город — «місто», одежда — «одяг», обувь — «взуття», самолёт — «літак», оружие — «зброя», врач — «лікар», год — «рік»,
- регіоналізми: вочани — «ночви»,
- старі козацькі слова та вирази: дуб, байда — «човен», діди з моря встають — «з'являються дощові хмари», дурновій, дурногай — «морський вітер», вівсянка — «сорт винограду клерет білий», очамахи, гайдамаки — «парубки з весільного поїзда нареченого», сула — «судак» (риба), шаран — «короп».

Сьогодні в школах Краснодарського краю не викладають «балачки», однак у 2010 р. на російському телебаченні вийшло декілька репортажів про ідею такого викладання — з такою пропозицією виступили викладачі та студенти філологічного факультету «Кубанського державного університету». Для цього викладання балачки має дозволити крайовий департамент освіти — такого дозволу наразі немає.
Ідея кодифікувати балачку вперше з'явилася у 2004 р. — краснодарські філологи пропонували почати використовувати балачку у місцевих ЗМІ, адже багато хто з мешканців краю живе у селі, отже інформація на балачці (включаючи офіційні розпорядження губернатора) буде краще засвоюватися кубанцями. У 1998 р. на Новому телебаченні Кубані (НТК), найбільшій місцевій телерадіокомпанії, регулярно виходила десятихвилинна передача балачкою: диктор на фоні відеоряду озвучував історичні анекдоти та цікаві розповіді, пов'язані з Кубанню.
12 вересня 2010 р. в етнотуристичному комплексі козачої станиці Атамань уперше з великим розмахом пройшов конкурс балачки та «День балачки».

## «Русинська мова є 4-ю східнослов'янською мовою, окремою від української»

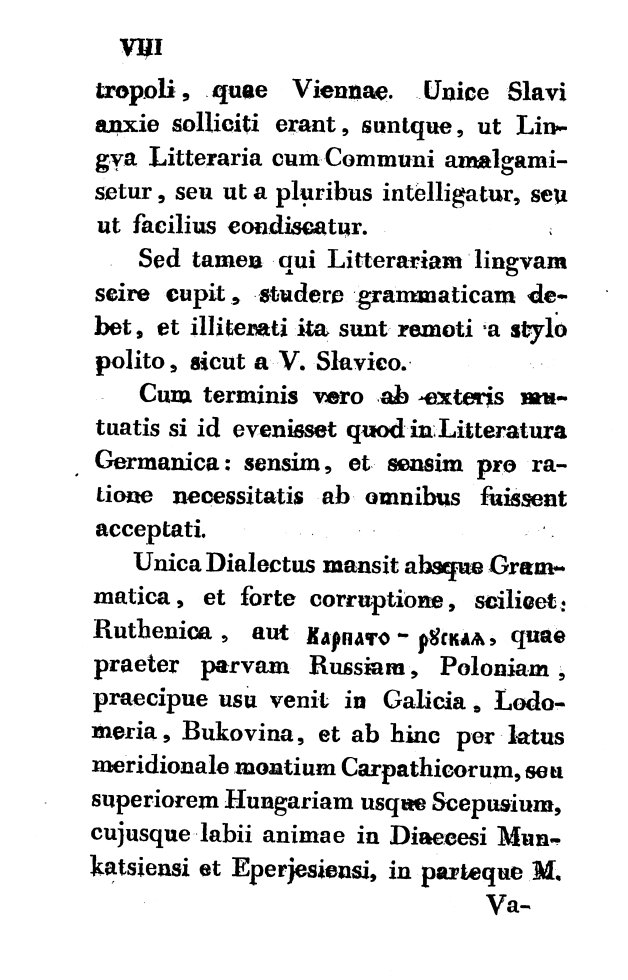
«Grammatica slavo-ruthena: seu vetero-slavicae, et actu in montibus Carpathicis parvo-Russicae, ceu dialecti vigentis lingvae» («Граматика слов'яно-руська: або старослов'янська і теперішня, поширена у карпатських горах, малоросійська мова, що є живим її діалектом») М. Лучкая, 1830 р. На стор. VIII визначаються межі поширення «руської або карпато-руської мови» («ruthenica, aut карпато-рускаѧ») — «крім Малоросії, Польщі, ще в Галичині, на Волині, на Буковині, і звідси через південний бік карпатських гір, або верхню Угорщину, по Спиш, нею говорить кожен у мукачівському та пряшівському єпископстві, у частині єпархії Орадя-Маре до пів мільйона осіб».

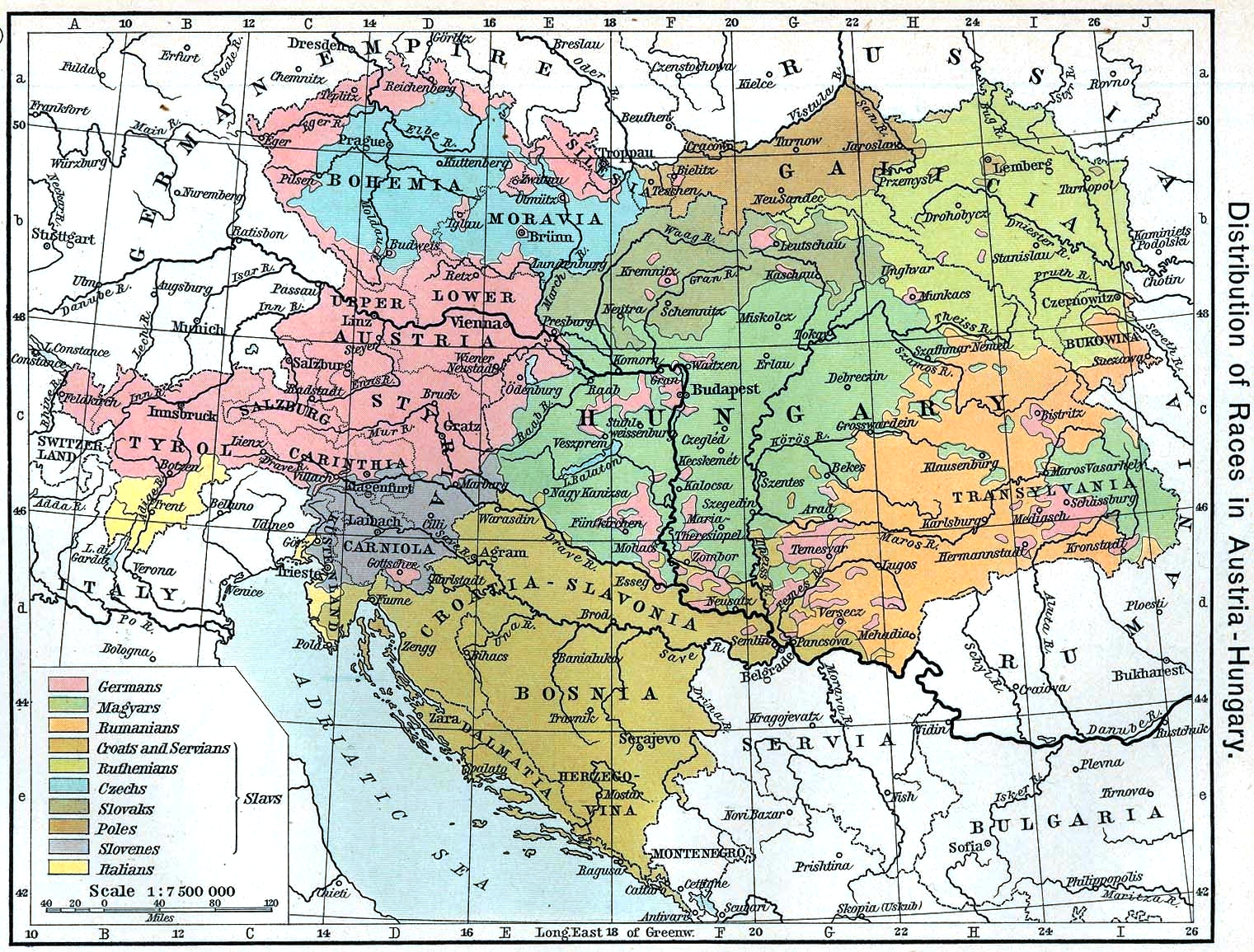
Національності Австро-Угорщини у 1911 р., «Historical Atlas» В. Шеферда — зона проживання «русинів» (Ruthenians) позначена однаковим світло-зеленим кольором у Східній Галичині, Закарпатті, Пряшівщині, Північній Лемківщині та Північній Буковині.

Пропозиція поділу Австро-Угорщини на автономні регіони за національним принципом, 1906 р. Всі землі з українсько-русинським населенням — Східна Галичина, Закарпаття, Пряшівщина, Північна Лемківщина та Північна Буковина — мали увійти до одного національного регіону «Ost-Galizien».

Русинська мова — це група діалектів, що ними розмовляють етнографічні групи Сербії, Словаччини, Польщі та України (ті мовці, що визначають себе не як «українці» або «русини-українці» / «лемки-українці» (тобто частиною української нації), а як «русини» чи «лемки» («лемлемки») — окремим народом). В Україні мовці цих діалектів живуть переважно на Закарпатті. Деякі науковці виділяють ці діалекти в окрему мову, в той час як більшість філологів з України та інших країн, що досліджували ці говірки, вважають її кодифікованою або не кодифікованою групою говорів української мови.
Сучасними альтернативними назвами «русинської мови» є «рутенська», «карпатська», «карпатсько-русинська».
Насправді існує чотири «русинські» мікромови, три з яких — бачвансько-сремська або паннонська / бачвансько-русинська, лемківсько-пряшівська або русинська на Пряшівщині / шарисько-пряшівська та лемківська у Польщі або лемківсько-горлицька — є кодифікованими у 1990-х рр., а «підкарпаторусинська» або русинська на Закарпатті не є кодифікованою і являє собою масив українських говорів Закарпатської області.
Сучасне використання кодифікованих діалектів (лемківської мови у Польщі, русинської мови на Пряшівщині, намагання використовувати русинську мову на Закарпатті) замість літературної української пояснюється як політичними чинниками (відсутність культурних зв'язків з Україною, відсутність державної політики України щодо українсько-русинського населення Польщі, Словаччини, Румунії, відповідна державна політика інших країн, направлена на послаблення українського етносу), так і відродженням старої політичної ідеї початку XX ст. про існування русинів, як окремого від українців народу — після того, як населення Східної Галичини у 1930-х рр. змінило етнонім «русин» на «українець», русинами продовжувало називати себе лише населення околичних українських територій, що згодом не увійшли до української держави. У Закарпатті з загальної кількості населення 1,255 млн осіб (українців — 1,010 млн осіб), русинами продовжують називати себе 10,1 тис. осіб.
Бачвансько-русинська мікромова (бачвансько-сримський варіант української літературної мови, бачвансько-сримська, паннонська мова) є повноцінною літературною мовою переселенців з Пряшівщини та Закарпаття у Воєводині та Хорватії. Розмовний діалект, на базі якого здійснено кодифікацію мови, разюче відрізняється від інших українських говірок, і є перехідним до словацької мови, з відчутними впливами інших сусідніх мов.
Серед чотирьох «русинських» мікромов три — бачвансько-русинська (бачвансько-сримська, паннонська), русинська на Пряшівщині (лемківсько-пряшівська, шарисько-пряшівська) та лемківська у Польщі (лемківсько-горлицька) — є кодифікованими у 90-х рр. XX ст., а «підкарпаторусинська» (русинська на Закарпатті) не є кодифікованою і являє собою масив українських говорів — середньозакарпатського, лемківського, бойківського (верховинський діалект) та гуцульського).
Належність різних говорів Закарпаття та Пряшівщини (гуцульського, бойківського, середньозакарпатського та лемківського) до південно-західного наріччя української мови є науково визнаним. Зокрема «Чеська академія наук і мистецтв» у своїй постанові № 62756/19 від 20 грудня 1919 р. зазначала: «Оскільки місцеве руське наріччя в Карпатській Русі, про котре говорить Генеральний статут, є незаперечно наріччям малоруським, треба писемною мовою тамтешнього населення визнати мову малоруську, тобто українську» (Закарпаття та Пряшівщина у міжвоєнний час входили до складу Чехо-Словаччини).
Карпатські говори досліджувалися численними науковцями-діалектологами та мовознавцями з багатьох країн (з України — І. Верхратський, А. Залеський, Р. Керста, І. Панькевич, С. Бевзенко, Ф. Жилко, І. Чередниченко, з Росії — М. Антошин, Г. Геровський, Г. Клепикова, Л. Петров, з Польщі — А. Вінценз, В. Курашкевич, Я. Рігер, З. Штібер, з Чехії — Й. Віра, Ян Гусек, О. Лешка, Я. Моравець, зі Словаччини — Ш. Ліптак, Л. Новак, С. Тобік, С. Цамбел, з Угорщини — Л. Балог-Беийрі, Л. Деже, з Румунії — З. Пенюк, Й. Патруц, Р. Удлер, з Болгарії — Д. Кринджала, В. Погорєлов, з Норвегії — О. Брох). На матеріалах з південнокарпатських говорів написано і захищено близько півсотні кандидатських і докторських дисертацій, укладено кілька діалектних та ономастичних словників (К. Галас, М. Грицак, Й. Дзендзелівський, М. Дуйчак, І. Панькевич, М. Сюсько, П.Чучка) та лінгвістичних атласів (З. Ганудель, Й. Дзендзелівський, П. Лизанець, Й. Пуйо, В. Латта, Я. Рігер, І. Сабадош, З. Штібер), опубліковано десятки монографій, сотні різних статей та спеціальних тематичних збірників. Ці дослідження показали, що ці говірки, і передусім їх верховинське пасмо, тобто гуцульські, бойківські й лемківські, є органічною частиною та прямим продовженням говірок карпатської діалектної групи говорів південно-східного наріччя української мови.
Кожна з закарпатських говірок має десятки локальних специфічних системних фонетичних та морфологічних рис, сотні лексичних особливостей. Практично кожне місцеве діалектне явище має своє продовження чи повторення в сусідніх або близьких українських говорах Галичини, Буковини та в інших говорах української мови. Більшість специфічних локальних рис є староруськими архаїзмами, що збереглися в Карпатах через відірваність від решти українських земель, або запозиченнями зі словацької, угорської, польської, румунської, німецької чи південнослов'янських мов.
Самі закарпатці у XIX ст. визначали свою мову як частину руської / української мови. Наприклад, М. Лучкай у латиномовній «Grammatica slavo-ruthena: seu vetero-slavicae, et actu in montibus Carpathicis parvo-Russicae, ceu dialecti vigentis lingvae» («Граматика слов'яно-руська: або старослов'янська і теперішня, поширена у карпатських горах, малоросійська мова, що є живим її діалектом»), опублікованій у 1830 р., таким чином визначає межі поширення мови, якою говорять закарпатці (називаючи її паралельно «lingua ruthenica» та «lingua ruthena» — руська мова, «lingua parvo-russica» — малоросійська мова):
|  | «Unica Dialectus mansit absque Grammatica, et forte corruption, scilicet: Ruthenica, aut Карпато-рускаѧ, quae praeter parvam Russiam, Poloniam, preacipue usu venit in Galicia, Lodomeria, Bukovina, et ab hinc per latus meridionale montium Carpathicorum, seu superiorem Hungariam usque Scepusium, cujusque labii animae in Diaecesi Munkatsiensi et Eperjesiensi, in parteque M. Varadinensi ad medium millionem numerantur». «Без граматики, а може, і без сильного зіпсуття, залишилася єдина мова – руська або карпато-рускаѧ, яка вживається, крім Малоросії, Польщі, ще в Галичині, на Волині, на Буковині, і звідси через південний бік карпатських гір, або верхню Угорщину, по Спиш, нею говорить кожен у мукачівському та пряшівському єпископстві, та у частині єпархії Орадя-Маре до пів мільйона осіб». |

## «Сучасна українська мова насичена словами з Галичини»
В літературній українській мові є слова з усіх наріч — північного, південно-західного та південно-східного, але основою є середньонаддніпрянський говір південно-східного наріччя української мови.
Проникнення до літературної української мови слів зі Східної Галичини почалося на початку XX ст. — вихідці з Галичини працювали у Києві в декількох літературних організаціях та часописах: «Літературно-науковому віснику», «Записках Київського наукового товариства», журналах «Село» та «Українська хата». Введення деяких слів з галицьких говорів у єдину літературну мову підтримував Михайло Грушевський, який таким чином намагався об'єднати дві літературні традиції — східноукраїнську та західноукраїнську.
Така тенденція є природною для будь-якої мови: різні діалекти збагачують єдину літературну мову, але слід сказати, що багато таких слів та словоформ з західноукраїнської писемної традиції було відкинуто мовною практикою або викреслено зі словників у добу згортання коренізації в УРСР.
Серед слів та словоформ, що на початку XX ст. сприймалися як галицькі, І. Нечуй-Левицький відзначає такі:
- в активному вжитку залишилися, як західноукраїнські, такі східноукраїнські слова (перше слово у парі — західноукраїнське): карк (особливо похідне «карколомний») та потилиця, лише та тільки, рахувати та лічити, відносини та стосунки, річниця та роковини, чекати та ждати, розпука та туга, тримати та держати, розпач і відчай, помешкання та житло.
- західноукраїнські мовні особливості, що не прижилися у сучасній літературній українській мові — ** роздільне написання частки -ся у дієсловах (божити ся, божити муть ся).
  - у правописі літера «ї» на місці історичного ѣ (дїд).
  - у лексиці: ріжнородний (залишилося східноукраїнське «різноманітний»), граничити (залишилося східноукраїнське «межувати»), сочистість (залишилося східноукраїнське «соковитість»), рівнодушність (залишилося східноукраїнське «байдужість», від попередньої форми «байдужність»), на правду (залишилася східноукраїнська форма «справді»).
  - у морфології: залишилася східноукраїнська форма з місцевим відмінком після «по»: «по різних статтях», а не західноукраїнське «по ріжним статтям».
  - вказівний займенник сей (залишилася східноукраїнська форма цей).
- ті, що прижилися / стали найчастотнішими у сучасній літературній українській мові — ** у лексиці: явище (не залишилося східноукраїнське «з'явище»), рухливість (не прижилося інше західноукраїнське слово «відруховість» та східноукраїнське «ворушливість»), рух (не залишилося інше західноукраїнське слово «двигнення» та східноукраїнське «рушення»), доробок (не прижилося східноукраїнське «добуток»), штучний (не залишилося східноукраїнське «роблений» / «робляний»), крок (не залишилося східноукраїнське слово «ступіні»), короткозорий (не прижилося східноукраїнське «короткоокий»), здібний (замість східноукраїнських «здатний», «придатний»), рішучо (замість східноукраїнського «наважливо»), майже (замість східноукраїнського «сливе»), ухилитися (замість східноукраїнського «одхилитися»), відродження (з форми «відродженє», замість східноукраїнського «одродіння»), сучасний (замість східноукраїнського «сьогочасний»).
  - у морфології: у слові «переживання» у родовому відмінку множини залишилося західноукраїнське закінчення -нь «переживань», а не східноукраїнське «переживанні», західноукраїнське «поневолення» замість східноукраїнського «заневоління».
  - слово «від» замість східноукраїнського «од».
- західноукраїнські слова, що прижилися в сучасній літературній мові, змінивши свою форму — ** у лексиці: прояв (зі слова «проява», не прижилися східноукраїнські слова «проявок», «виявок»), підприємливий (від західноукраїнського «підпріємний», не прижилося східноукраїнське слово «запопадний»).
  - у фразеології: наріжний камінь (з форми «нарожний камінь» замість східноукраїнського «угловий камінь»).

Лексика, вироблена західноукраїнською літературною традицією, збагатила єдину літературну українську мову. Залишилися лише ті слова, що пройшли апробацію мовною практикою («рух» замість східноукраїнського «рушення»), виникли синонімічні пари («рахувати» — «лічити»), іноді були замінені надто простонародні слова, вироблені східноукраїнською літературною традицією (як-от «наважливо», «роблений», «сьогочасний»). Паралельно зі збагаченням єдиної літературної мови галицькими словами, західноукраїнська літературна традиція у свою чергу щораз більше набувала східноукраїнських рис.
Західноукраїнська літературна традиція остаточно припинилася з приєднанням Західної України до УРСР.
Мовна практика Галичини цікава тим, що вона витворює питомо українські слова — не схожі на польські чи російські. Це можна віддалено порівняти з тими традиціями пуризму, що існують в чеській чи ісландській мовах. Це також свідчить про те, що українська мова є жива, і здатна не лише запозичувати іноземні поняття, але й створювати нові слова.
Наприклад, назва Іспанії у формі «Еспанія» (слово було нормативним у харківському правописі) є західноукраїнським новотвором початку XX ст. (за І. Огієнком: «у Галичині у новітніх часах почали вимовляти й писати не згідно з його грецькою (і з нашою) вимовою, а з романською вимовою артикля жіночого роду при цій назві, цебто з вимовою не і, а е. І тому в Галичині почали писати й вимовляти Еспанія»). В українську мову це слово було запозичене з грецької як «Іспанія», в польській функціонує форма «Гішпанія» (саме в цій формі цю назву вживали галицькі москвофіли). Форма «Еспанія» почало вживатися на противагу як москвофільській традиції, так і польській.

## «У сучасній українській мові багато новотворів»
Йдеться про такі слова, як слухавка, летовище, затор тощо.
Насправді кількість новотворів в українській мові є мінімальною[джерело?], її навіть віддалено не можна порівняти[джерело?] з кількістю новотворів, наприклад, у такій мові, як церковнослов'янська (з цієї мови дуже багато таких «штучних» слів було запозичено російською мовою): у православному «символі віри» (другий член — «вѣрую во единаго господа Іисуса Христа, сына Божіѧ, единороднаго, иже ѿ отца рожденнаго прежде всѣхъ вѣкъ свѣта ѿ свѣта, бога истинна ѿ бога истинна, рожденна, несотворенна, единосущна отцу, имже всѧ быша») -
- слово «господь» до створення церковнослов'янської мови щодо «Бога» не вживалося, воно означало «володаря, власника»,
- слова «единородныи», «единосущныи» — кальки з грецької мови, у слов'янських мовах таких слів не було,
- слово «сущность» штучно утворено від форми дієприкметника теперішнього часу жіночого роду «сѫшти» дієслова «быти»,
- вираз «прежде всѣхъ вѣкъ» є штучний, і був спочатку незрозумілим слов'янам, бо «вѣкъ» означав якийсь час, співмірний з часом життя людини.

## «Коли створювалася українська літературна мова, багато слів „вигадувалося“ письменниками»
Найчастіше наводиться приклад слів «мрія», «страдниця» (М. Старицький), «чинник», «поступовий» (І. Франко), «стосунок» (І. Нечуй-Левицький), «юнка» (П. Тичина) тощо.
Неологізми притаманні будь-якій мові. Як і в усіх інших мовах, в українській виникають нові слова — авторські новотвори, запозичення з інших мов, слова, у яких змінюється значення, також відроджуються слова і вислови з минулих епох.
Серед факторів, що спричиняють утворення неологізмів, можна виділити:
1. позамовний фактор — потребу дати назви новим предметам і явищам,
2. інтралінгвальний — для заміни попередніх найменувань новими (через тенденцію до мовної економії, уніфікації номінативних моделей, виразнішого, точнішого найменування, експресивно-стилістичного оновлення, з причин соціально-політичного, пуристичного, евфемістичного характеру тощо).

Неологізми виникають декількома шляхами: вони творяться з наявного в мові матеріалу властивими для даної мови словотвірними способами, інколи штучно, часто запозичуються літературною мовою з діалектів і з інших мов. Іншомовні запозичення становлять найчисельнішу групу серед неологізмів.
Авторські неологізми (стилістичні, індивідуально-авторські, оказіоналізми) становлять окрему групу.
Переважну більшість неологізмів становлять слова, утворені з власне українських словотворчих компонентів — з основ широко вживаних українських слів за допомогою звичайних для української мови суфіксів і префіксів, подібно до вже присутніх в українській мові форм. Такі неологізми виникають в українській мові незалежно від будь-якого впливу інших мов, але нерідко поява їх зумовлена наявністю відповідних слів в інших мовах, зокрема в російській.
Нові слова, не зафіксовані раніше в жодному словнику, виникають у живому мовленні щоденно. Це пояснюється тим, що в самій словотворчій системі української мови вже наперед закладена можливість утворення від будь-якого наявного слова за допомогою властивих українській мові словотворчих засобів нових слів, структурно подібних до тих, що були утворені раніше.
Практично кожен український письменник у своїх творах використовував авторські неологізми:
|  | Пісні сучасній поглянь ти в обличчя; Скільки нового відбилось у ній! Многоплемінність і різноязиччя В силі обняти лише їй одній. П. Тичина, «Де одна думка, а тисяча рук», 1959—1960 рр. |

Більшість таких новостворених слів функціонує тільки в художніх творах. Але деякі з них виявляються настільки влучними, що стають повноцінним надбанням української літературної мови, поповнюючи її образні засоби, її словниковий склад.
Аналогічні процеси виникнення нових слів відбуваються в усіх літературних мовах, зокрема в російській. У 1971 р. в Москві видано окремий словник під назвою «Нові слова та значення» (рос. «Новые слова и значения»), в якому зібрано близько 3,5 тисяч нових слів російської мови, зафіксованих у літературі протягом 50—60 рр. XX ст.
У кожній мові є невелика кількість «авторських» слів, які «вигадують» письменники, і які згодом стають загальновживаними. У російській мові слово «лётчик» (укр. льотчик, літун) вигадав поет Велимир Хлєбников, М. Карамзін створив слово «промышленность» (укр. промисловість), М. Ломоносов — слово «вещество» (укр. речовина), М. Салтиков-Щедрін — слова «головотяпство» (укр. невмілість) та «злопыхательство» (укр. зловтіха), І. Северянін — слова «самолёт» (укр. літак) та «бездарь» (укр. нездара).
Іншими прикладами авторських слів у російській мові є:
- «стушеваться» (укр. непомітно піти, стушуватися) Ф. Достоєвського,
- «изнемождённый» (укр. знеможений) Велимира Хлєбникова,
- «влияние» (укр. вплив), «трогательный» (укр. зворушливий), «благотворительность» (укр. добродійність), «влюблённость» (укр. закоханність), «вольнодумство» (укр. вільнодумність), «достопримечательность» (укр. пам'ятка), «ответственность» (укр. відповідальність), «подозрительность» (укр. підозрілість), «утончённость» (укр. витонченість), «первоклассный» (укр. першокласний), «человечный» (укр. людяний), «будущность» (укр. майбуття), «занимательный» (укр. цікавий) М. Карамзіна,
- «созвездие» (укр. сузір'я), «полнолуние» (укр. повний місяць), «притяжение» (укр. тяжіння), «градусник» (укр. градусник), «преломление» (укр. заломлення), «равновесие» (укр. рівновага) М. Ломоносова[97].

Іноді буває так, що при перевірці авторський неологізм виявляється старим словом, яке протягом певного часу не вживалося: наприклад, слово «первень», що вважалося неологізмом Яра Славутича, фіксується у підручниках, виданих на поч. XX ст., слово «неповздержливий» М. Драй-Хмари фіксується в І. Франка у формі «непоздержливо».
Авторськими новотворами в українській мові є також слова:
- «деструктор», «млисто» (М. Рильський),
- «пошматованість», «розтріск» (Ю. Клен),
- «причарування» (П. Филипович).

Авторські неологізми збагачують літературну мову.

## «Суржик є окремою від української мови»
Таке твердження іноді висловлюється росіянами, що проживають в українських етнічних районах Росії (Східна Слобожанщина, Кубань, Ростовська область) і стикаються з розмовною українською мовою цих регіонів, у якій присутні російські слова.
Суржиком називають ненормативне мовлення українців в Україні та поза її межами, що увібрало в себе елементи російської мови — насамперед лексичні та меншою мірою морфологічні (фонетика та граматика залишаються українськими).
В Україні суржик є варіативним і позасистемним: одна людина може вживати в одному реченні і українське слово, і його російський відповідник. Поза Україною суржик може унормуватися і перейти у статус українського діалекту (прикладом є кубанська балачка).
Фактично суржик є «низьким стилем» у сучасній українській мові в Україні.
Рисами суржику, що існує в Україні, є:
- вживання русизмів замість нормативних українських відповідників: даже — «навіть», да — «так», нєт / нє — «ні», када — «коли», не нада — «не треба», єлє — «ледве», щас / січас — «зараз», всєгда / всіда — «завжди», нікогда — «ніколи», чуть-чуть — «трохи», конєшно / канєшно — «звісно», навєрно — «мабуть», напримєр — «наприклад», допустім — «припустімо», мєжду — «між», вмєсто — «замість», вроді — «ніби то», іменно — «саме так», будто — «ніби», вроді — «наче, на кшталт», рядом — «поряд», больниця / болниця — «лікарня», предохранітіль — «запобіжник», предсідатіль — «голова», почтальйон — «поштар» тощо,
- «українізовані» форми російських дієслів: здєлав — «зробив», длівся/длився — «тривав», унаслідував — «успадкував», отдав — «віддав», отключив — «відключив»,
- «українізовані» форми російських числівників: первий/перва — «перший», вторий/втора — «другий»;
- змішування українських і російських форм невизначених займенників: хто-то — «хтось», шо-то — «щось», як-то — «як-от», які-то — «якісь», який-то — «якийсь / певний», чого-то — «чогось», кой-шо — «дещо», кой-які — «якісь»,
- порушення дієслівного керування, вживання прийменників і відмінків за російським зразком: по вулицям замість «по вулицях / вулицями», на англійській мові замість «англійською мовою»,
- утворення найвищого ступеня порівняння прикметників і прислівників на зразок російської мови: самий головний — «найголовніший», саме важне — «найважливіше»,
- утворення від українських дієслів активних дієприкметників за російським зразком: відробивший — «той, що відробив / відпрацював», прийшовший — «той, що прийшов», зробивший — «той, що зробив»;
- слова і вирази, кальковані з російської: міроприємство — «захід», прийняти участь — «взяти участь», до цих пір — «досі», так як — «оскільки», бувший у користуванні — «що був у вжитку», «вживаний»;
- у вимові редукція ненаголошених голосних, оглушення дзвінких приголосних, заміна дж і дз на ж і з, також відсутність чергування к/ц, зсув наголосу за російським зразком (када — «коли», розговарювать — «говорити», росписуваться — «розписуватися», звонять — «дзвонять», нахожуся — «знаходжуся», жінкі — «жінці», в восьмирічкі — «у восьмирічці», гово'рять — «го'ворять»), відсутність чергування о/і або е/і (корова/коров — «корова/корів», голова/голов — «голова/голів»).

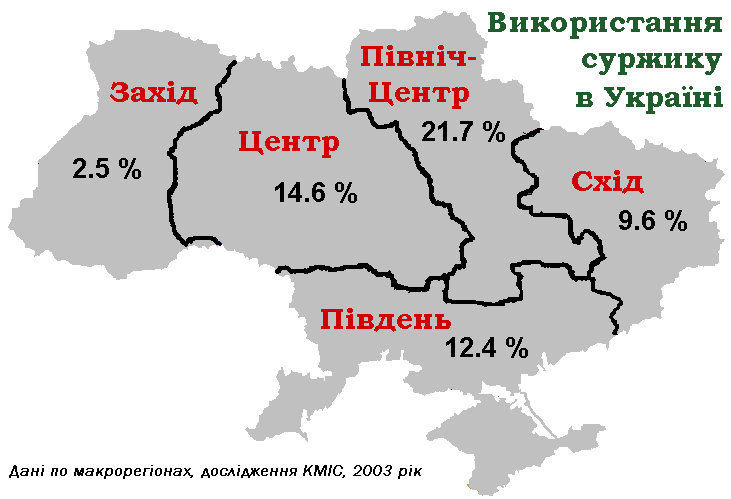
Використання суржику в макрорегіонах України за даними Київського міжнародного інституту соціології, 2003 р.

Суржик, що існує в Україні, дуже важко описати через велику регіональну та індивідуальну варіативність. Попри спільні риси, що їх зазначено вище, на індивідуальному рівні суржикомовці вживають різну кількість русизмів, ступінь морфологічного спотворення російських лексем також є різна.
Іноді базова лексика заміщується запозиченнями з російської мови, які при цьому спотворюються: рибйонок — «дитина», супруга — «дружина», дєвочка — «дівчинка», мальчик — «хлопчик», женщина — «жінка», тьоща — «теща». Іноді запозичується лише професійна термінологія та назви місяців: январ — «січень», хвевраль — «лютий», март — «березень», апрель — «квітень».
Загалом велика індивідуальна варіативність пояснюється тим, що нинішні суржикомовці мають змогу формувати свій індивідуальний стиль не лише користуючись російськими лексемами, що залучаються через ЗМІ та безпосередні контакти з російськомовними людьми, але й широкого поширення української літературної норми через українськомовні ЗМІ, державні та освітні установи, технічну та методичну літературу. Від здобуття незалежності України ступінь проникнення української літературної норми став значним[джерело?] у Північній та Центральній Україні, на Слобожанщині, Херсонщині та Одещині — нині спостерігається поступова українізація суржику[джерело?].
Найосвіченіші суржикомовці володіють принаймні трьома засобами мовної комунікації:
- літературною українською мовою,
- українським варіантом російської мови,
- та українсько-російським суржиком для побутового спілкування з родичами та знайомими.